# Le Vauclin
Le Vauclin (in creolo martinicano: Voklen) è un comune francese di 9.216 abitanti situato nel dipartimento e regione d'oltremare, e isola della Martinica.